# Семихатка
Семиха́тка —  село в Україні, у Генічеській міській громаді Генічеського району Херсонської області. Населення становить 561 осіб.

## Історія
12 червня 2020 року, відповідно до Розпорядження Кабінету Міністрів України № 726-р «Про визначення адміністративних центрів та затвердження територій територіальних громад Херсонської області», увійшло до складу Генічеської міської громади.
17 липня 2020 року, в результаті адміністративно-територіальної реформи та ліквідації  колишнього Генічеського району увійшло до складу новоутвореного Генічеського району.
Село тимчасово окуповане російськими військами 24 лютого 2022 року.

## Населення

### Мова
Розподіл населення за рідною мовою за даними :
| Мова            | Кількість | Відсоток |
| --------------- | --------- | -------- |
| українська      | 402       | 71.66%   |
| російська       | 52        | 9.27%    |
| білоруська      | 1         | 0.18%    |
| інші/не вказали | 106       | 18.89%   |
| Усього          | 561       | 100%     |